# جون هودجز (سياسي)
جون هودجز (بالإنجليزية: John Hodges)‏ هو صيدلي وسياسي أسترالي، ولد في 3 أكتوبر 1937 في بريزبان في أستراليا. حزبياً، نشط في الحزب الليبرالي الأسترالي. وقد انتخب عضو مجلس النواب الأسترالي عن دائرة Division of Petrie ‏ (1 ديسمبر 1984 – 11 يوليو 1987) وانتخب عضو مجلس النواب الأسترالي عن دائرة Division of Petrie ‏ (18 مايو 1974 – 5 مارس 1983).